# Ignoroc de Vannes
Saint Ignoroc, ou Vignoroc de Vannes, est le onzième évêque du diocèse de Vannes au VIIe siècle. Il est fêté le 18 février.

## Sources
- Liste officielle des prélats du diocèse de Vannes de l'Église catholique. Diocèse de Vannes : Liste chronologique des évêques de Vannes.